# Antoni Suñol i Pla
Antoni Suñol i Pla (el Masnou, Maresme 1859 - Barcelona 1918) fou un polític catalanista i republicà.
Fou president de la junta permanent d'Unió Catalanista el 1897 i l'encarregat de lliurar el manifest Missatge a S.M. Jordi I Rei dels Hel·lens escrit per Enric Prat de la Riba al cònsol de Grècia a Barcelona. Més tard s'adherí al Centre Nacionalista Republicà el 1906 i posteriorment participà en la creació de la Unió Federal Nacionalista Republicana el 1910.
Fou elegit diputat provincial el 1909 i com a diputat signà, el maig del 1911, la proposta de constitució de la Mancomunitat de Catalunya. El 1914, però, abandonà la Unió Federal Nacionalista Republicana, disconforme amb la signatura del pacte de Sant Gervasi i intentà amb Antoni Rovira i Virgili la constitució d'una alternativa d'esquerra catalanista.
Es casà amb Antònia Pla i Manent, amb qui tingueren dotze fills, entre els quals l'escriptora Cèlia Suñol i Pla.
La seva casa al Masnou, situada al carrer de Sant Felip número 53, és obra de l'arquitecte Bonaventura Bassegoda i Amigó, de l'any 1903.